# Beta Comae Berenices
Désignations
Beta Comae Berenices (β Comae Berenices / β Com) est l'étoile la plus brillante de la constellation de la Chevelure de Bérénice. Sa magnitude apparente est de 4,26. La lettre grecque bêta (β) indique normalement que l'étoile possède la deuxième plus faible magnitude apparente de la constellation. En réalité, elle est légèrement plus brillante que α Comae Berenices. C'est une naine jaune proche située à 30 années-lumière de la Terre.

## Environnement stellaire
Beta Comae Berenices présente une parallaxe annuelle de 108,73 ± 0,16 mas telle que mesurée par le satellite Gaia, ce qui permet d'en déduire qu'elle est distante de 9,20 ± 0,01 pc (∼30 al) de la Terre. Elle possède un mouvement propre relativement élevé, traversant la sphère céleste à un rythme de 1,191 seconde d'arc par an. Elle s'éloigne du Système solaire à une vitesse radiale de +5,3 km/s.
L'étoile possède un compagnon recensé dans les catalogues d'étoiles doubles et multiples. Il s'agit d'une étoile de douzième qui, en date de 2018, était localisée à une distance angulaire de 131,5 secondes d'arc et selon un angle de position de 180° de Beta Comae Berenices. C'est une double purement optique, dont la proximité apparente avec l'étoile n'est qu'une coïncidence.

## Propriétés
Beta Comae Berenices est une étoile naine jaune de type spectral G0V assez semblable au Soleil, étant légèrement plus grande et brillante en magnitude absolue. Elle est environ 36 % plus lumineuse et 15 % plus massive que le Soleil, et son rayon est 10 % plus large que celui du Soleil.
Des observations mettant en évidence des variations à court terme de l'activité chromosphérique de l'étoile suggèrent qu'elle connaît une rotation différentielle, avec une période de rotation d'environ 11-13 jours. Sa surface a un cycle d'activité de 16,6 années (à comparer à un cycle de 11 ans pour le Soleil). Elle pourrait également avoir un cycle d'activité secondaire de 9,6 ans. À une époque, on a pensé que cette étoile pouvait avoir une compagne spectroscopique. Cependant, cette hypothèse a été écartée au moyen de mesures de vitesse radiale plus précises. Aucune planète n'a encore été détectée autour de cette étoile et il n'y a pas de disque de poussières.